# Врутки
Врутки (слч. Vrútky, мађ. Ruttka) су град у Словачкој, у оквиру Жилинског краја, где су значајно насеље у саставу округа Мартин.

## Географија
Врутки су смештени у северном делу државе. Главни град државе, Братислава, налази се 220 km југозападно од града.
Рељеф: Врутки су се развили у области западни Татри. Град је смештен у долини реке Вах, тзв. Турчијанској котлини, док се изнад града издиже планина Мала Фатра. Надморска висина граде је око 370 m.
Клима: Клима у Вруткима је умерено континентална.
Воде: У Вруткима се речица Турјец улива у већу реку Вах.

## Историја
Људска насеља на простору Врутака везују се још за праисторију. Насеље под данашњим именом први пут се спомиње у 1255. године. Током следећих векова град је био у саставу Угарске као обласно трговиште.
Крајем 1918. године. Врутки су постали део новоосноване Чехословачке. У време комунизма град је нагло индустријализован, па је дошло до наглог повећања становништва. Тада је насеље било спојено са оближњим већим градом Мартином. После осамостаљења Словачке град је поново издвојен као самостално насеље, али је дошло и до проблема везаних за преструктурирање привреде.

## Становништво
| Година:    | 1994. | 2004.   | 2014.   | 2024.   |
| ---------- | ----- | ------- | ------- | ------- |
| Број људи: | 7344  | 7275    | 7666    | 7397    |
| Разлика:   |       | -0,93 % | +5,37 % | -3,50 % |

| Година:    | 2023. | 2024.   |
| ---------- | ----- | ------- |
| Број људи: | 7399  | 7397    |
| Разлика:   |       | -0,02 % |

Данас Жељезовце имају око 7.500 становника и последњих година број становника расте.
Етнички састав: По попису из 2001. године састав је следећи:
- Словаци - 96,0%,
- Чеси - 1,3%,
- Роми - 0,5%,
- остали.

Верски састав: По попису из 2001. године састав је следећи:
- римокатолици - 50,4%,
- атеисти - 24,9%,
- лутерани - 19,0%,
- остали.

## Партнерски градови
- Нимбурк
- Фулнек

## Галерија
- Градска кућа Врутака
- Градска лутеранска црква
- Градска римокатоличка црква
- Фонтана у средишту Врутака